# Hermonassa euxoides
Hermonassa euxoides là một loài bướm đêm trong họ Noctuidae.